# Station Dyssegård
Station Dyssegård is een S-tog-station in Hellerup, Denemarken.
Het station is geopend op 22 mei 1932.
Høje Taastrup · Taastrup · Albertslund · Glostrup · Brøndbyøster · Rødovre · Hvidovre · Danshøj · Valby · Carlsberg · Dybbølsbro · København H · Vesterport · Nørreport · Østerport · Nordhavn · Svanemøllen · Ryparken · Emdrup · Dyssegård · Vangede · Kildebakke · Buddinge · Stengården · Bagsværd · Skovbrynet · Hareskov · Værløse · Farum
Høje Taastrup · Taastrup · Albertslund · Glostrup · Danshøj · Valby · Carlsberg · Dybbølsbro · København H · Vesterport · Nørreport · Østerport · Svanemøllen · Ryparken · Emdrup · Dyssegård · Vangede · Kildebakke · Buddinge · Stengården · Bagsværd · Skovbrynet · Hareskov · Værløse · Farum